# Rinaldo Werner
Reinhold (Rinaldo) Werner (* 24. Mai 1842 in Rom; † 17. Dezember 1922 in London) war ein deutsch-italienisch-britischer Maler, der überwiegend als Aquarellist hervortrat.

## Leben

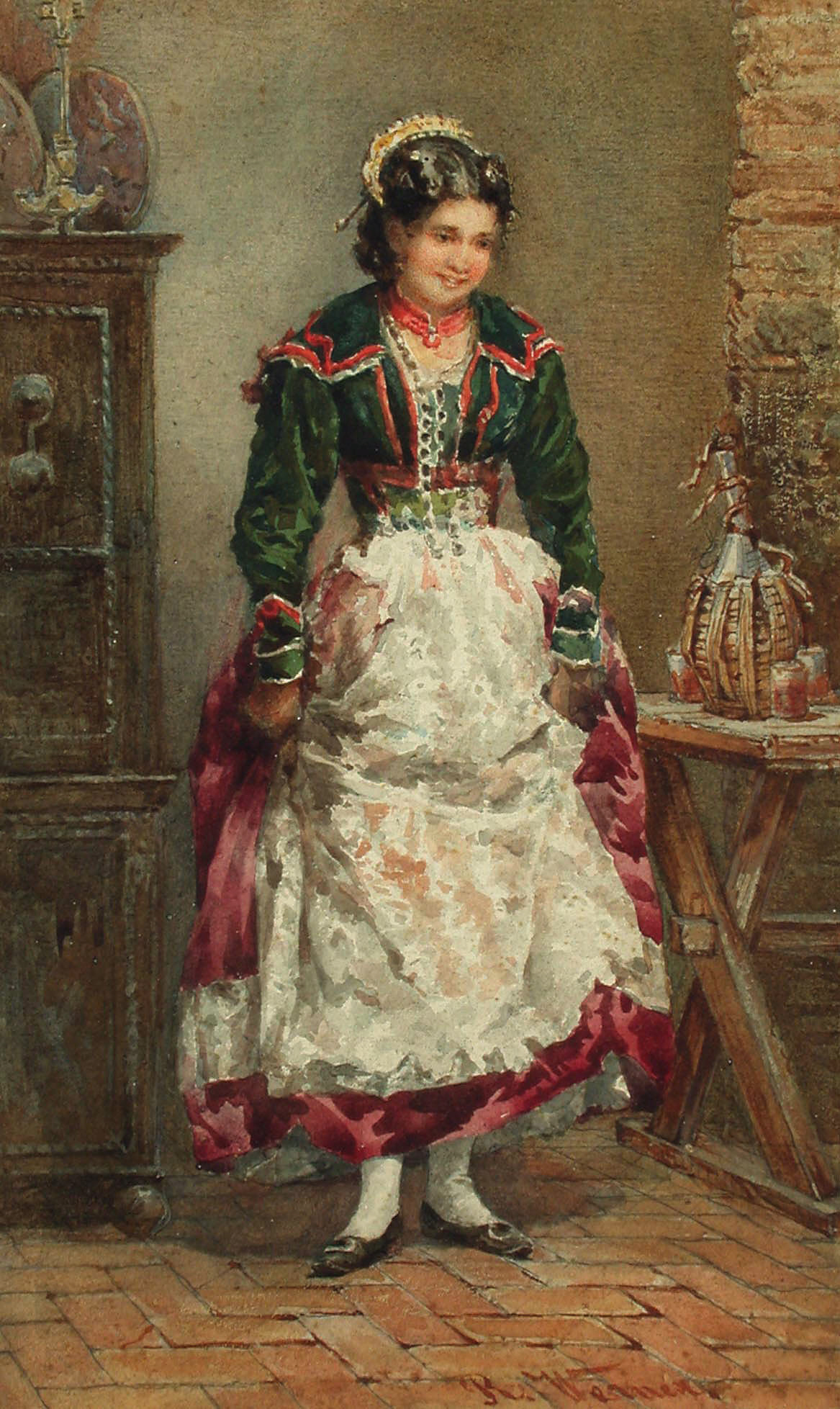
Porträt einer Frau in Tracht, Aquarell

Rinaldo Werner war ein Sohn des Aquarell- und Architekturmalers Carl Werner und dessen Ehefrau Giuditta Wallis, einer Tochter des schottischen Malers George Augustus Wallis. Er war in Rom aufgewachsen und bis 1888 dort ansässig. Zwischen 1860 und 1881 beteiligte er sich an Ausstellungen des Deutschen Künstlervereins in Rom. Zwischen 1870 und 1886 beschickte er auch die Berliner Akademie-Ausstellungen mit seinen Bildern. Später lebte er in London, wo er im Alter von 80 Jahren starb. Sein älterer Bruder Leonida Werner (* 26. Mai 1838 in Rom; † 20. Dezember 1898 ebenda) war ursprünglich Maler, wurde dann aber Kommandant der königlichen Leibwache in Rom. Ein weiterer Bruder, Orlando Werner († 1887 in Rom), war ebenfalls Aquarellmaler.
Werners Werk erfuhr die Zuwendung vornehmer Familien, die Rom besuchten. Viele seiner Arbeiten gelangten so in den Besitz russischer Aristokraten und der kaiserlichen Familie Russlands. Eine Weile arbeitete er für König Wilhelm und Königin Olga von Württemberg. Einige seiner Aquarelle kamen in die Sammlungen der Berliner Nationalgalerie (Inneres der Kirche Santa Maria in Via Lata in Rom) und in das Schlesische Museum Breslau (Römisches Mädchen).